# Chevrolet El Camino
El Chevrolet El Camino fue un vehículo utilitario cupé producido por Chevrolet entre 1959–60 y 1964–1987. A diferencia de una camioneta estándar, el El Camino se adaptó a partir de la plataforma estándar de camioneta Chevrolet de dos puertas e integró la cabina y la plataforma de carga en la carrocería.
Introducido en el año modelo 1959 en respuesta al éxito del cupé utilitario Ford Ranchero, su primera ejecución, basada en la carrocería B del Biscayne, duró sólo dos años. La producción se reanudó para los años modelo 1964-1977 basados en la plataforma Chevelle y continuó para los años modelo 1978-1987 basados en la plataforma GM G-body.
Aunque se basa en las líneas de automóviles correspondientes de General Motors, el vehículo está clasificado en los Estados Unidos como una camioneta. La variante El Camino diseñada con la insignia de GMC, el Sprint, se introdujo para el año modelo 1971. Renombrado Caballero en 1978, también se produjo hasta el año modelo 1987.

## Fondo
El concepto de vehículo de dos puertas basado en el chasis de un turismo con una bandeja en la parte trasera comenzó en los Estados Unidos en la década de 1920 con los modelos roadster utilitarios (también llamados "roadster pickup" o "light delivery").
Ford Australia fue la primera empresa en producir un cupé utilitario como resultado de una carta de 1932 de la esposa de un granjero en Victoria, Australia, solicitando "un vehículo para ir a la iglesia un domingo y que pueda transportar nuestros cerdos al mercado". los lunes". El diseñador de Ford, Lew Bandt, desarrolló una solución adecuada y el primer modelo utilitario cupé se lanzó al mercado en 1934. Bandt pasó a gestionar el Departamento de Diseño Avanzado de Ford, siendo responsable de la ingeniería de carrocería de los utilitarios Ford Falcon de las series XP, XT, XW y XA. Holden, filial australiana de General Motors, también produjo un Chevrolet cupé utilitario en 1935, y Studebaker produjo el Coupé Express de 1937 a 1939. El estilo de carrocería no reapareció en el mercado estadounidense hasta el lanzamiento del Ford Ranchero de 1957.
Tanto el cupé utilitario como el roadster utilitario descapotable similar continuaron en producción, pero la mejora de la economía de mediados a finales de la década de 1930 y el deseo de mayor comodidad hicieron que las ventas del cupé utilitario aumentaran a expensas del roadster utilitario hasta que, en 1939, esto último era casi un recuerdo que se desvanecía.
En 1957, Ford presentó el Ranchero y estableció un nuevo segmento de mercado en los Estados Unidos de un automóvil cupé utilitario basado en plataforma. En 1959, Chevrolet respondió con el El Camino para competir con el Ranchero de tamaño completo de Ford. El El Camino y Ranchero originales competirían directamente sólo en el año modelo 1959.

## Primera generación (1959-1960)
El El Camino se introdujo para el año modelo 1959, dos años después del Ford Ranchero . Según el estilista de Chevrolet, Chuck Jordan, el GM Harley Earl había sugerido una camioneta cupé en 1952.  Al igual que el Ranchero, se basó en una plataforma existente y modificada, la camioneta Brookwood de dos puertas (nueva para 1959), basada en el Chevrolet de tamaño completo rediseñado de ese año. Muy estilizado, inicialmente se vendió un 50% más rápidamente que el Ranchero, más conservador, entre 22.000 y 14.000 unidades.
A diferencia de la camioneta Brookwood y una variante de entrega sedán, el El Camino estaba disponible con cualquier transmisión Chevrolet de tamaño completo. Viene en un solo nivel de equipamiento, su exterior utiliza el acabado del Bel-Air de nivel medio y el interior del Biscayne de gama baja. Su chasis presentaba el diseño de marco en X "Safety-Girder" de Chevrolet y una suspensión de bobina completa, ambos introducidos en el año modelo 1958. el 119 plg (3022,6 mm) la distancia entre ejes era de 1,5 pulgadas (38,1 mm) más largo y la longitud total de todos los Chevrolet de 1959 era de hasta 210,9 plg (5356,9 mm) . La clasificación de carga útil del El Camino osciló entre 650-1150 lb (294,8-521,6 kg), con pesos brutos vehiculares que oscilan entre 4400-4900 lb (1995,8-2222,6 kg) dependiendo del tren motriz y la suspensión. La suspensión algo suave del automóvil de pasajeros del modelo base dejaba el vehículo nivelado sin carga, en contraste con el Ranchero, donde los resortes traseros estándar de servicio pesado de 1100 libras le daban una inclinación distintiva cuando estaba vacío. La peculiar opción de suspensión Level Air, en su segundo y último año, figuraba como disponible, pero casi nunca se vio en ningún modelo de Chevrolet, y mucho menos en un El Camino. El El Camino de 1959 fue promocionado como la primera camioneta Chevrolet construida con piso de acero en lugar de madera. El suelo era una pieza de chapa ondulada fijada con 26 pernos empotrados. Oculto debajo estaba el piso de la camioneta Brookwood de dos puertas, completo con espacios para los pies. La capacidad de la caja era de casi 33 pies cúbicos (0,9 m³)
Entre los motores de alto rendimiento ofrecidos se encontraban un Turbo-Fire V8 de 283 cid con carburación de dos o cuatro cilindros, varios Turbo-Thrust V8 de 348 cid con carburadores de cuatro cilindros o triples de dos cilindros que producían 335 HP (250 kW; 340 CV) y motores V8 Ramjet de inyección de combustible de 283 cubos y 250 y 290 bhp.
La revista Hot Rod realizó una prueba de un El Camino equipado con la combinación de tren motriz más potente disponible a principios de 1959: un 315 HP (235 kW; 319 CV), 348 V8 de triple carburador y elevador sólido acoplado a una transmisión de cuatro velocidades. Los probadores del personal marcaron 0-60 tiempos de mph de alrededor de siete segundos, velocidad máxima estimada en 130 mph (209,2 km/h) y un rendimiento previsto de un cuarto de milla de 14 segundos/100 mph con una relación de eje trasero instalada adecuada para carreras de resistencia.
En 1959 se produjeron un total de 22.246 El Caminos. Eso superó el recuento de 21,706 Rancheros de primer año fabricados en 1957 y las 14,169 camionetas Ford sedán construidas en competencia directa para el año modelo 1959.
El modelo de 1960, similar pero menos llamativo, comenzaba en 2.366 dólares para el modelo de seis cilindros ; otros $107 por un V8 con el 283 de dos cilindros. A primera vista, el exterior tenía una vez más una apariencia de Bel Air, con el aplique de metal brillante "jet" de esa serie y la estrecha moldura trasera utilizada para acentuar los cuartos traseros. En el interior, también persistieron los nombramientos de Biscayne/Brookwood. El asiento ahora estaba cubierto de tela a rayas con revestimientos de vinilo. Los tonos de acabado interior disponibles volvieron a ser grises, azules y verdes. Los revestimientos del suelo eran de vinilo de tono medio. La disponibilidad del tren motriz de mediados de 1959 se mantuvo con cambios mínimos para 1960: el V8 básico de 283 cid fue desafinado un poco para ahorrar combustible y ahora tenía una potencia nominal de 170 HP (127 kW; 172 CV) ., y los motores de inyección de combustible desaparecieron oficialmente.
Los pedidos se desplomaron en un tercio, a sólo 14.163, momento en el que Chevrolet descontinuó el modelo; Mientras tanto, Ford movió 21,027 Rancheros, que ahora se basaron en el flamante compacto Falcon. Las pioneras camionetas sedán estadounidenses simplemente no conectaron con suficientes estadounidenses compradores de automóviles. Quizás estos primeros "crossovers" no transportaban suficientes pasajeros; En una época en la que las familias de la generación del baby boom dominaban el mercado, tres de ellos era lo mejor que podían ofrecer. El volumen de carga era escaso en comparación con el de las camionetas. El acabado de bajo nivel y los esfuerzos de marketing centrados casi exclusivamente en clientes comerciales también pueden haber inhibido las ventas.

Entre la discontinuación de la primera generación y la introducción de la segunda, el Chevrolet Greenbrier, basado en la plataforma Corvair, reemplazó al El Camino como camioneta basada en automóvil de Chevrolet.

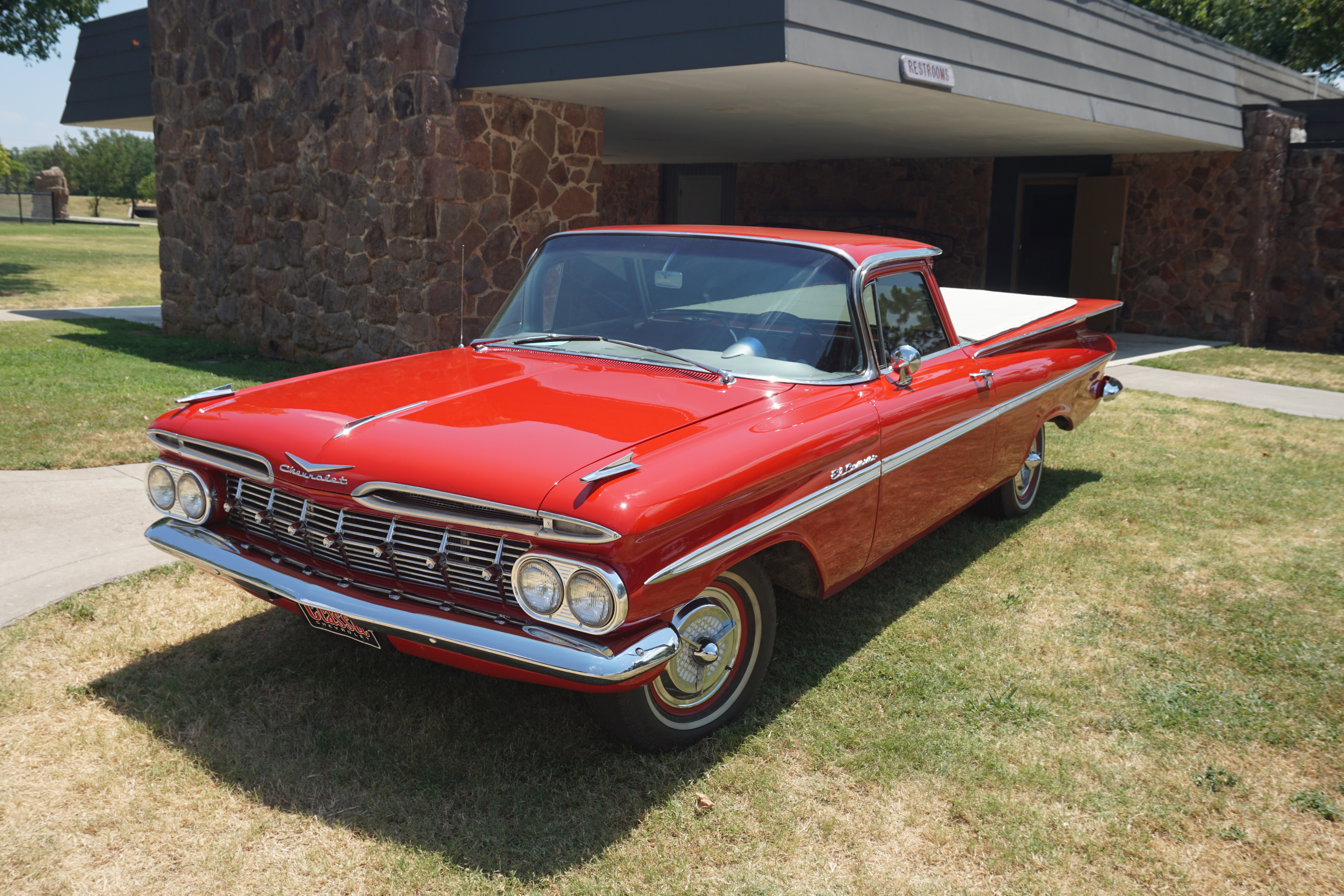
1959 El Camino
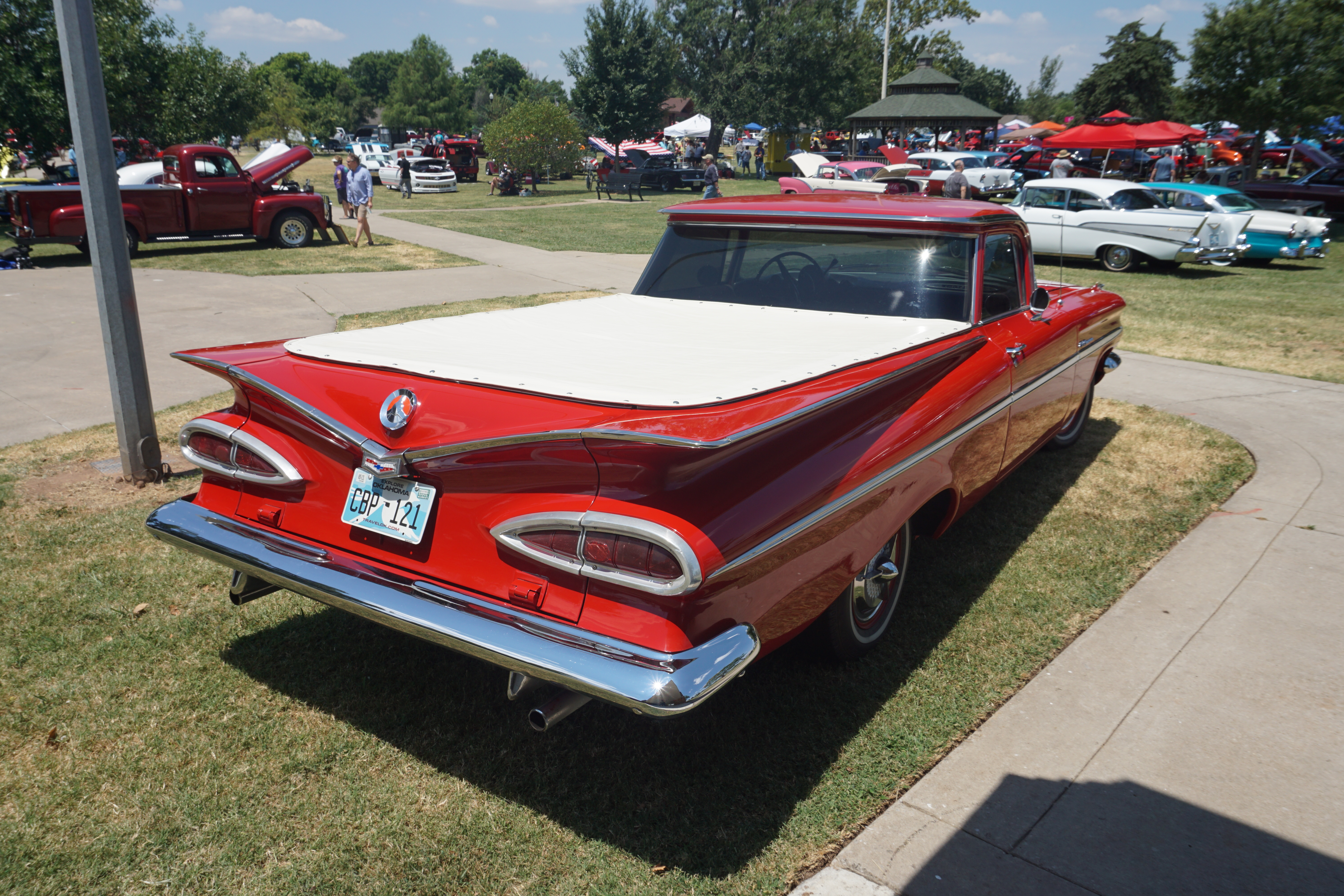
1959 El Camino
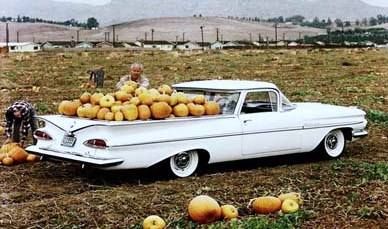
1959 El Camino
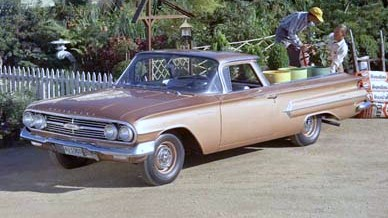
1960 El Camino

| Año del modelo | Producción total |
| -------------- | ---------------- |
| 1959           | 22,246           |
| 1960           | 14.163           |

## Segunda generación (1964-1967)
Chevrolet reintrodujo el El Camino cuatro años después basándose en el Chevrolet Chevelle de tamaño mediano. El modelo de 1964 era similar a la camioneta Chevelle de dos puertas delante de los pilares B y llevaba las insignias "Chevelle" y "El Camino", pero Chevrolet comercializó el vehículo como un modelo utilitario y los motores más potentes del Chevelle no estaban disponibles. Las ofertas iniciales de motores incluían motores de seis cilindros de 194 y 230 pulgadas cúbicas. El V8 estándar era un bloque pequeño Chevrolet de 283 pulgadas cúbicas con carburador de dos cilindros y 195 HP (197,7 CV) con motores opcionales, incluido un 220 HP (223 CV) 283 con carburador de cuatro cilindros y escape doble. A la lista de opciones del El Camino se agregaron durante el transcurso del año modelo 1964 dos versiones del V8 de bloque pequeño de 327 pulgadas cúbicas. Este último presenta una relación de compresión más alta de 10,5:1, un carburador de cuatro cilindros más grande y escapes dobles. El El Camino también presentaba amortiguadores Air en la parte trasera, así como bastidores completamente encajonados. Los choques continuaron a lo largo de todas las generaciones, los marcos sólo hasta 1967.

### 1965
El El Camino de 1965 recibió el mismo lavado de cara que el Chevelle de 1965, con una parte delantera en forma de V más pronunciada y una versión L79 de mayor rendimiento del motor 327 con una potencia de 350 HP (261 kW) . que también estaba disponible en Chevelles. La mayoría de los otros motores fueron transferidos de 1964, incluidos los Turbo Thrift de seis cilindros de 194 y 230 pulgadas cúbicas, el 195 HP (197,7 CV) Turbo-Fire V8 de 283 pulgadas cúbicas y Turbo-Fire V8.

### 1966
En 1966, GM añadió un 396 plg³ (6,5 L) Motor V8 para la gama nominal de 325 a 375 HP (280 kW) . El 327 de 1965 funcionaría con 15 segundos en el 1/4 de milla (a unos 90 mph), mientras que los modelos de 1966 a 1969 estaban fácilmente entre los 14 y 14 años. La nueva chapa destacó el El Camino de 1966, idéntico al Chevelle. Se presentó un nuevo panel de instrumentos con velocímetro de barrido horizontal. En el interior, la versión estándar presentaba un interior con asiento tipo banco y tapetes de goma de la serie Chevelle 300 de línea baja, mientras que la Custom usó un interior más exclusivo del Chevelle Malibu con asientos tipo banco más lujosos de tela y vinilo o completamente de vinilo y asientos profundos. alfombras retorcidas o asientos individuales giratorios Strato opcionales con consola. Un tacómetro era opcional.

### 1967
El El Camino de 1967 siguió el estilo renovado del Chevelle con una nueva parrilla, parachoques delantero y molduras. Los amortiguadores de aire siguieron siendo equipo estándar en el El Camino, lo que permitía al conductor compensar la carga. El año modelo 1967 también trajo la columna de dirección plegable y opciones de frenos de disco y transmisión automática Turbo Hydramatic 400 de 3 velocidades. Era el segundo año en que se podían conseguir los 396 (L35, L34 y L78) en el El Camino (tanto la serie 13480 300 Deluxe base como la 13680 Malibu). Desde la L35 396/325 El motor hp fue la base para la serie SS396, la cantidad de motores L35 vendidos por Chevrolet en 1967 (2565) se vendieron en una de las dos series de El Camino, que eran las únicas otras series en las que se podía pedir el motor. Desde la L34 ( 350 HP (355 CV) ) y L78 ( 375 HP (380,2 CV) ) estaban disponibles en cualquiera de las series El Camino, así como en los dos estilos de carrocería SS396, no hay forma de saber cuántos de estos motores opcionales se utilizaron en cada estilo de carrocería. Chevrolet informa que se vendieron 17,176 opciones de motor L34 y 612 L78 en los Chevelles de 1967, pero no hay un desglose de los estilos de carrocería. La TH400 automática de 3 velocidades ahora estaba disponible como opción (RPO M40) con el motor 396 tanto en la serie SS396 como en el El Camino equipado con 396. La transmisión manual de 3 velocidades siguió siendo la transmisión estándar con una transmisión de servicio pesado (RPO M13) también disponible junto con la Powerglide de 2 velocidades y transmisiones de 4 velocidades M20 de relación amplia o M21 de relación cerrada. Aunque no existió el El Camino Super Sport de fábrica hasta 1968, muchos propietarios han "clonado" SS396 del 67 utilizando insignias y molduras del Chevelle SS396 de 1967.

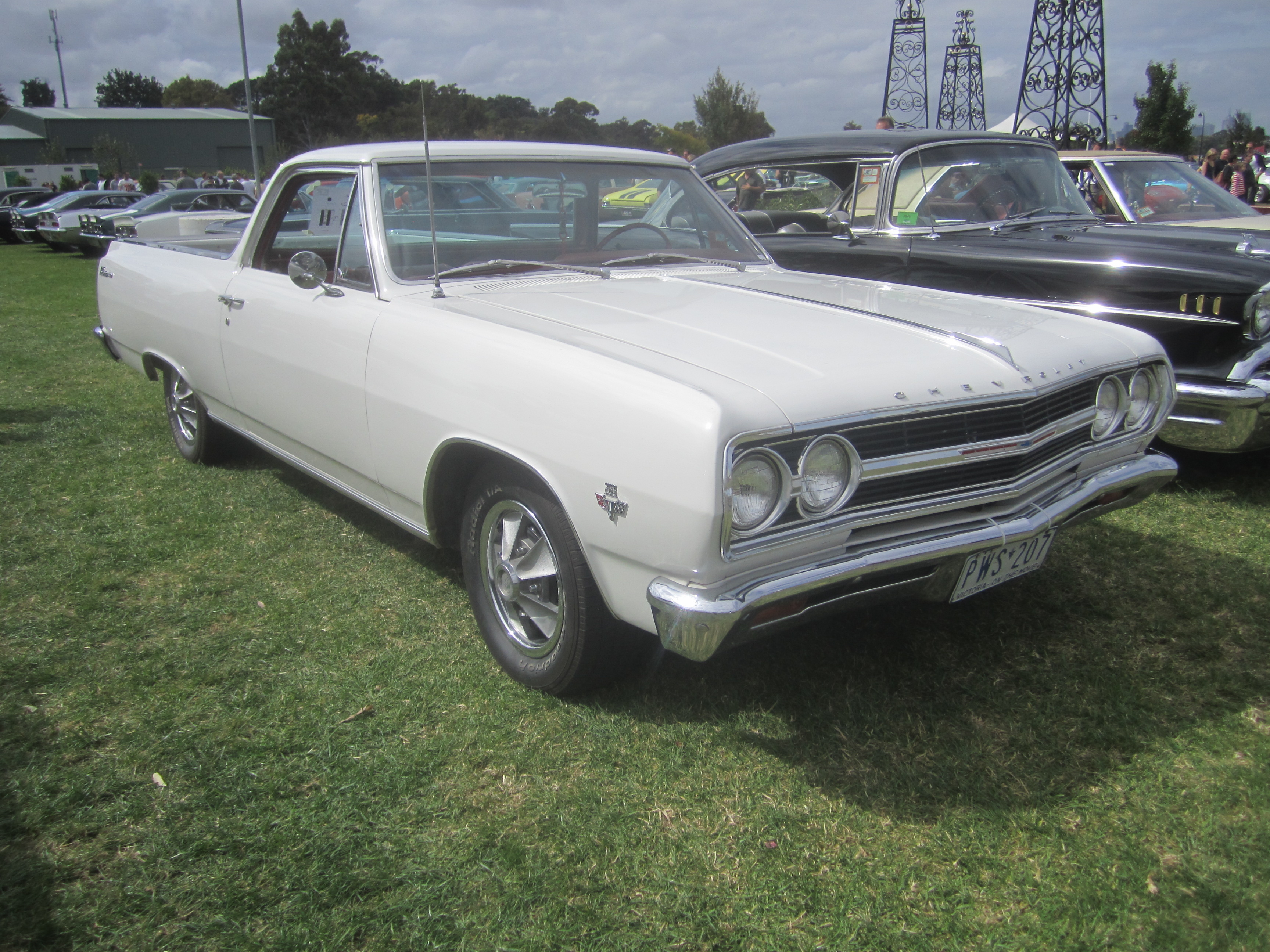
1965 Chevrolet Chevelle El Camino
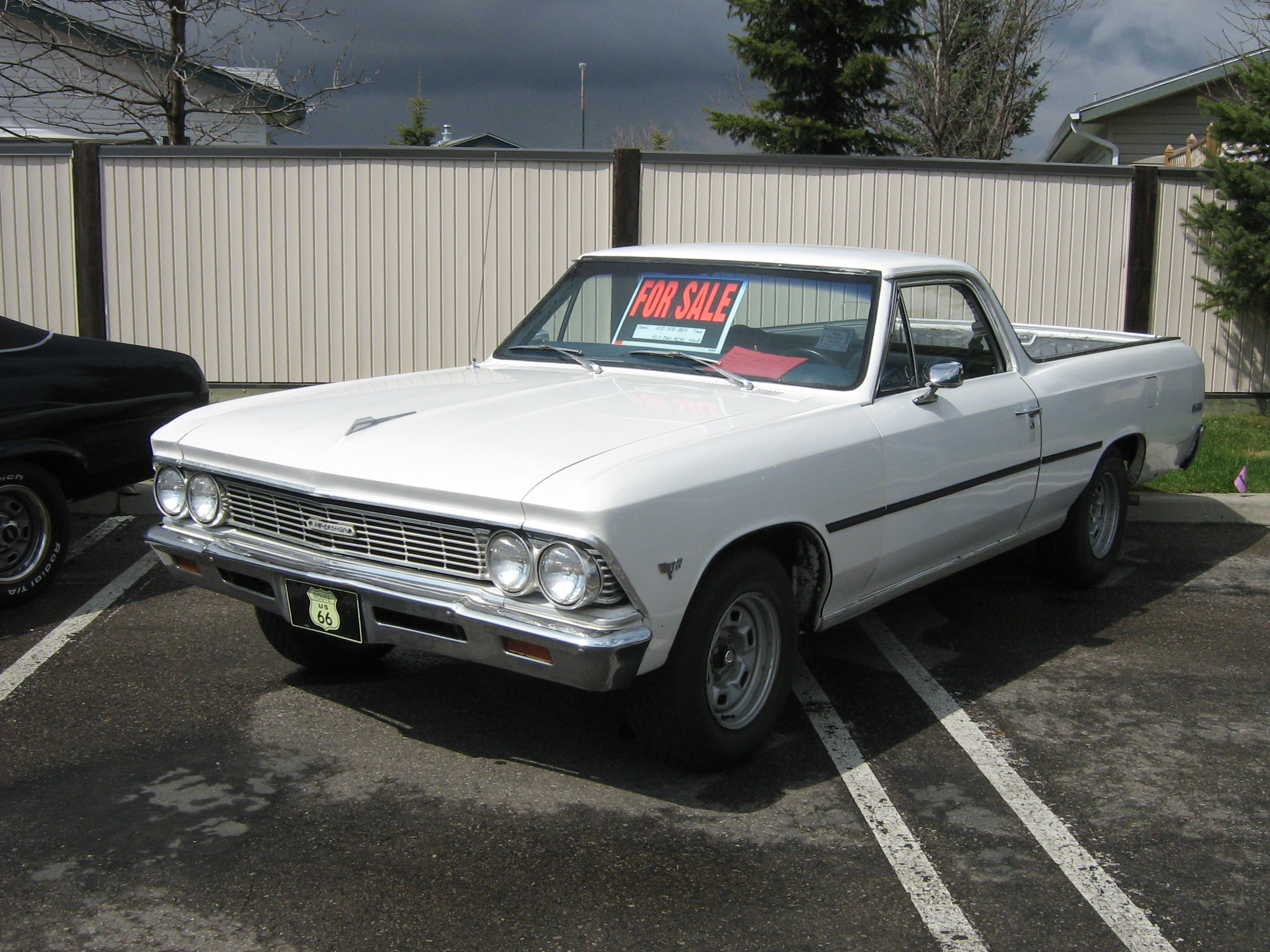
1966 El Camino
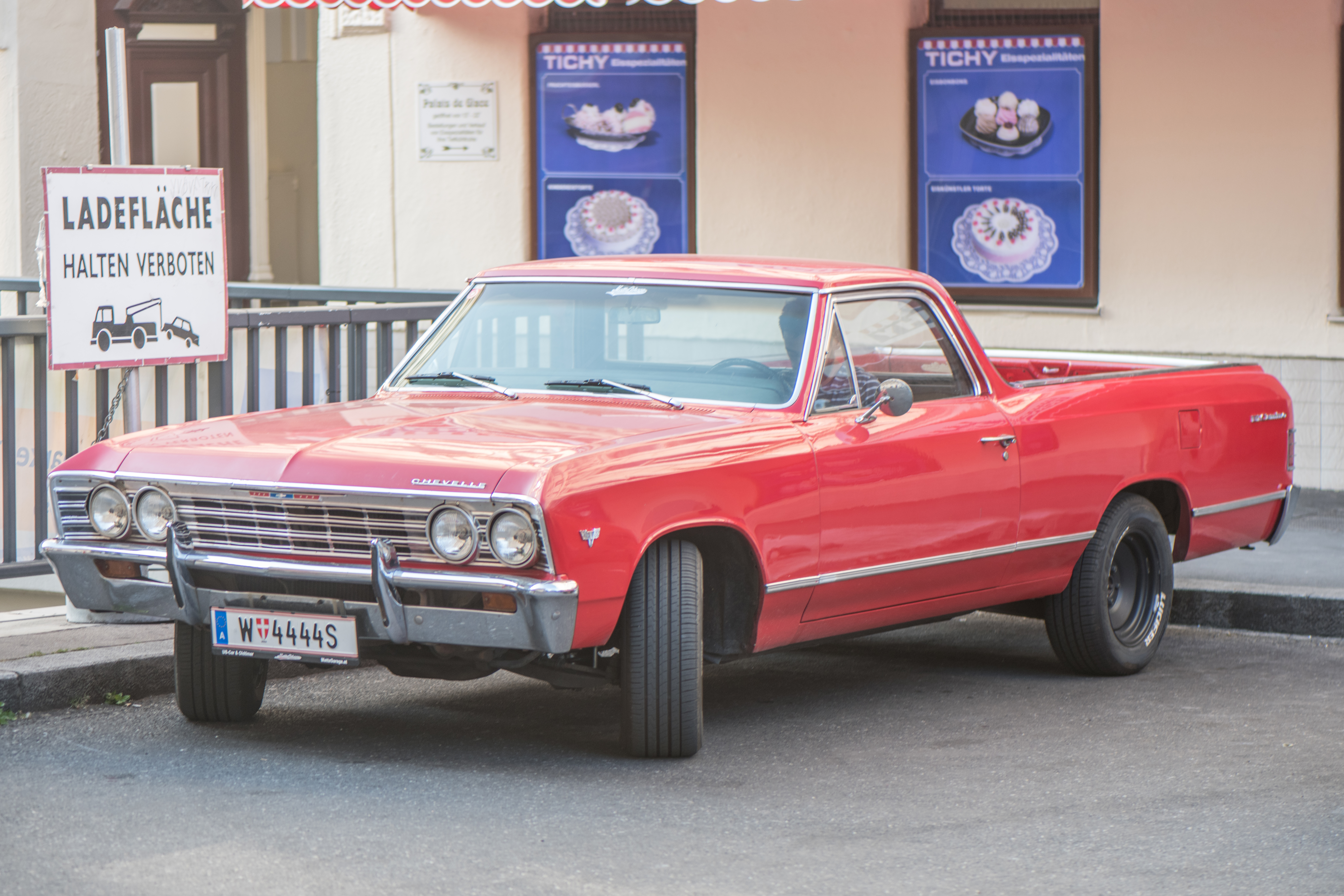
1967 El Camino

| Año del modelo | Producción total |
| -------------- | ---------------- |
| 1964           | 32.548           |
| 1965           | 34.724           |
| 1966           | 35.119           |
| 1967           | 34.830           |

## Tercera generación (1968-1972)
Chevrolet introdujo un El Camino más largo en 1968, basado en la distancia entre ejes de la camioneta Chevelle/ sedán de cuatro puertas ( 116 plg (2946 mm), longitud total: 208 plg (5283 mm) ); también compartió adornos exteriores e interiores del Chevelle Malibu. El interior fue renovado e incluyó asientos tipo banco de tela y vinilo o totalmente de vinilo y alfombras muy retorcidas. Los asientos individuales Strato totalmente de vinilo y la consola central eran una opción de $111. Los frenos de disco delanteros eléctricos y Positraction eran opcionales. Se lanzó una nueva versión Super Sport SS396 de alto rendimiento. El Turbo-Jet 396 se ofreció en 325 HP (329,5 CV) o 350 HP (354,9 CV) versiones. El 375 HP (380,2 CV) volvió a la lista oficial de opciones por primera vez desde finales de 1966. L78. Tenía elevadores sólidos, cabezales de gran puerto y un 800 cfm Holley de cuatro barriles en un colector de aluminio de poca altura. Una manual de tres velocidades era estándar con todos los motores, y una automática o de cuatro velocidades era opcional. En 1968, el SS era un modelo independiente (el "SS-396").
Los modelos de 1969 mostraron sólo cambios menores, liderados por un estilo frontal más redondeado. Una sola barra cromada conectaba los faros cuádruples y un parachoques ranurado sostenía las luces de estacionamiento. Nuevas cápsulas de instrumentos redondas reemplazaron el diseño lineal anterior. Por primera vez se utilizó el Chevrolet 350 V8 en un El Camino. El grupo Super Sport incluía un V8 de 396 pulgadas cúbicas debajo de un capó de doble cúpula, junto con una parrilla opaca que muestra un emblema SS. Ediciones más potentes del motor 396, desarrollando también figura en la lista de opciones. Las opciones incluían ventanas y cerraduras eléctricas. Curiosamente, las luces de marcha atrás se movieron desde el parachoques trasero hasta el portón trasero, donde eran ineficaces cuando el portón estaba cerrado.
Los modelos de 1970 recibieron revisiones de chapa que dieron a las carrocerías una postura más cuadrada, y también se rediseñaron los interiores. El nuevo SS396, que de hecho desplazó 402 plg³ (6,6 L) (aunque todos los emblemas decían 396) estaba disponible. El motor más grande y potente de Chevrolet de la época también se instaló en unos pocos El Caminos selectos. El LS6 454 Motor CID, clasificado en 450 HP (336 kW) y 500 lb·pie (678 N·m) de torque, le dio al El Camino tiempos de 1/4 de milla en el rango superior de 13 segundos a alrededor de 106 mph (170,6 km/h).
El El Camino de 1971 obtuvo un nuevo estilo frontal (nuevamente compartido con el Chevelle) que incluía grandes faros delanteros Power-Beam de una sola unidad, una parrilla y un parachoques rediseñados y luces integrales de estacionamiento/señal/marcadores. Para 1971, el combustible sin plomo de bajo octanaje obligatorio requería una reducción en la compresión del motor, y se agregó el sistema AIR de GM, una "bomba de smog", para controlar las emisiones del tubo de escape. Se redujeron la potencia y el rendimiento. Las ofertas de motores para 1971 incluyeron los V8 de bloque pequeño 250-6 de 307 y 350 pulgadas cúbicas; y motores V8 de bloque grande de 402 y 454 pulgadas cúbicas de cilindrada. Los caballos de fuerza de esos motores para 1971 oscilaron entre 145 para el seis y 365 para el RPO LS5 454, todo en cifras brutas. El LS6 454 V8 desapareció para siempre. Un El Camino rebautizado, el GMC Sprint debutó en 1971. Compartió las mismas ofertas de motor y transmisión que su contraparte Chevrolet.

El El Camino de 1972 llevaba luces de estacionamiento y de posición laterales de una sola unidad en sus guardabarros delanteros, fuera de una parrilla de doble barra revisada, pero pocos cambios. Para 1972, las mediciones de caballos de fuerza se cambiaron a las cifras "netas" instaladas en un vehículo con todos los accesorios y controles de emisiones conectados. Las ofertas de motores incluían el 110 HP (111,5 CV) 250-6, un 307 V8, un 175 HP (177,4 CV) V8 de 350 pulgadas cúbicas y V8 de bloque grande de 402 y 454 pulgadas cúbicas de cilindrada. El de 402 pulgadas cúbicas (todavía conocido como 396) produjo 240 HP (243 CV) ; los 454 lograron apagar 270 HP (274 CV) bajo el sistema de calificación neta. El equipo Super Sport ahora se puede pedir con cualquier motor V8, incluida la versión básica de 307 pulgadas cúbicas. Todos los El Camino de 1972 con motor 454 ci tienen una "W" como quinto dígito en el VIN, y el 454 solo estaba disponible con acabado Super Sport.

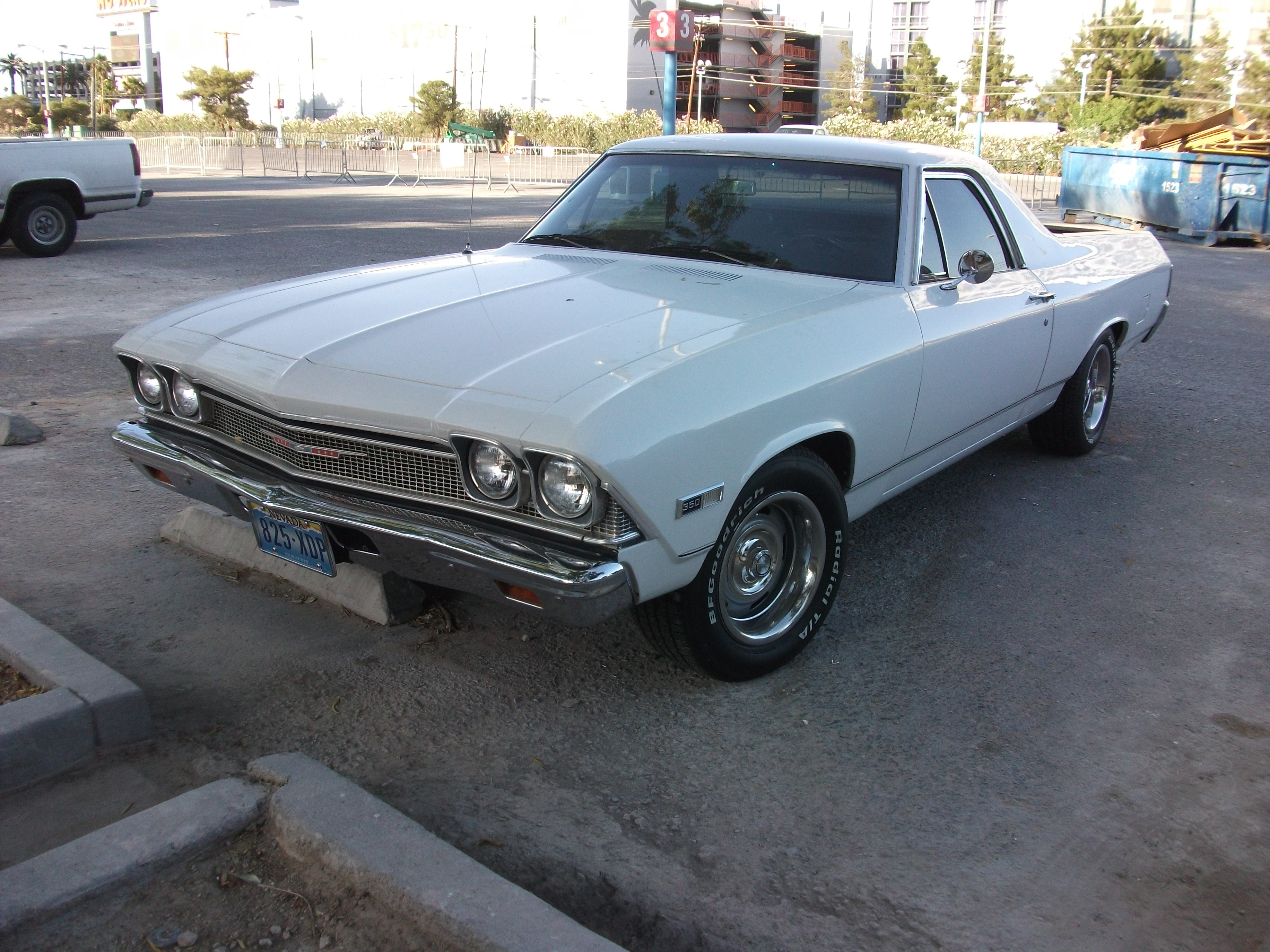
1968 El Camino
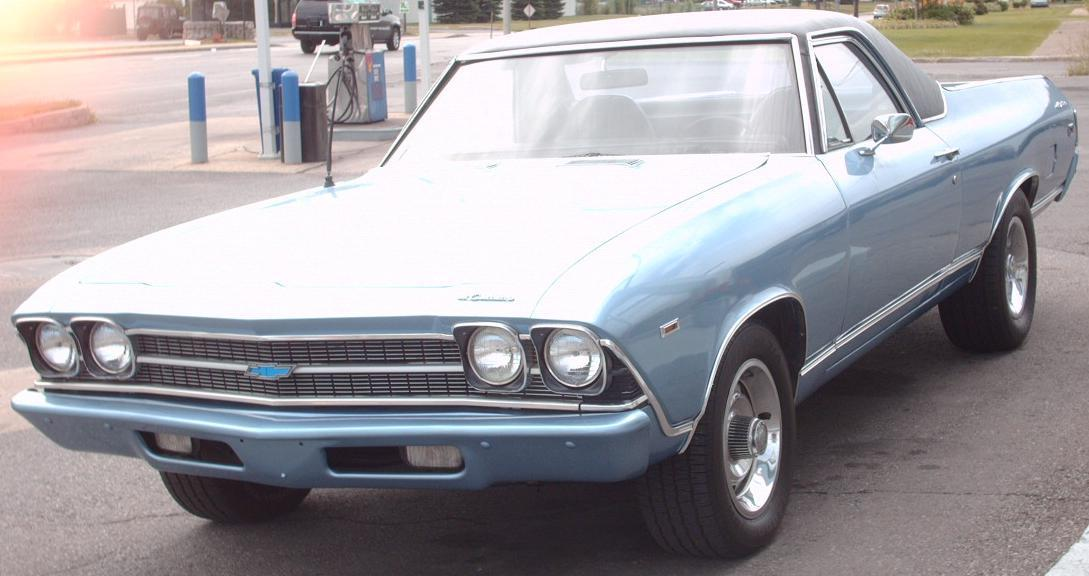
1969 El Camino
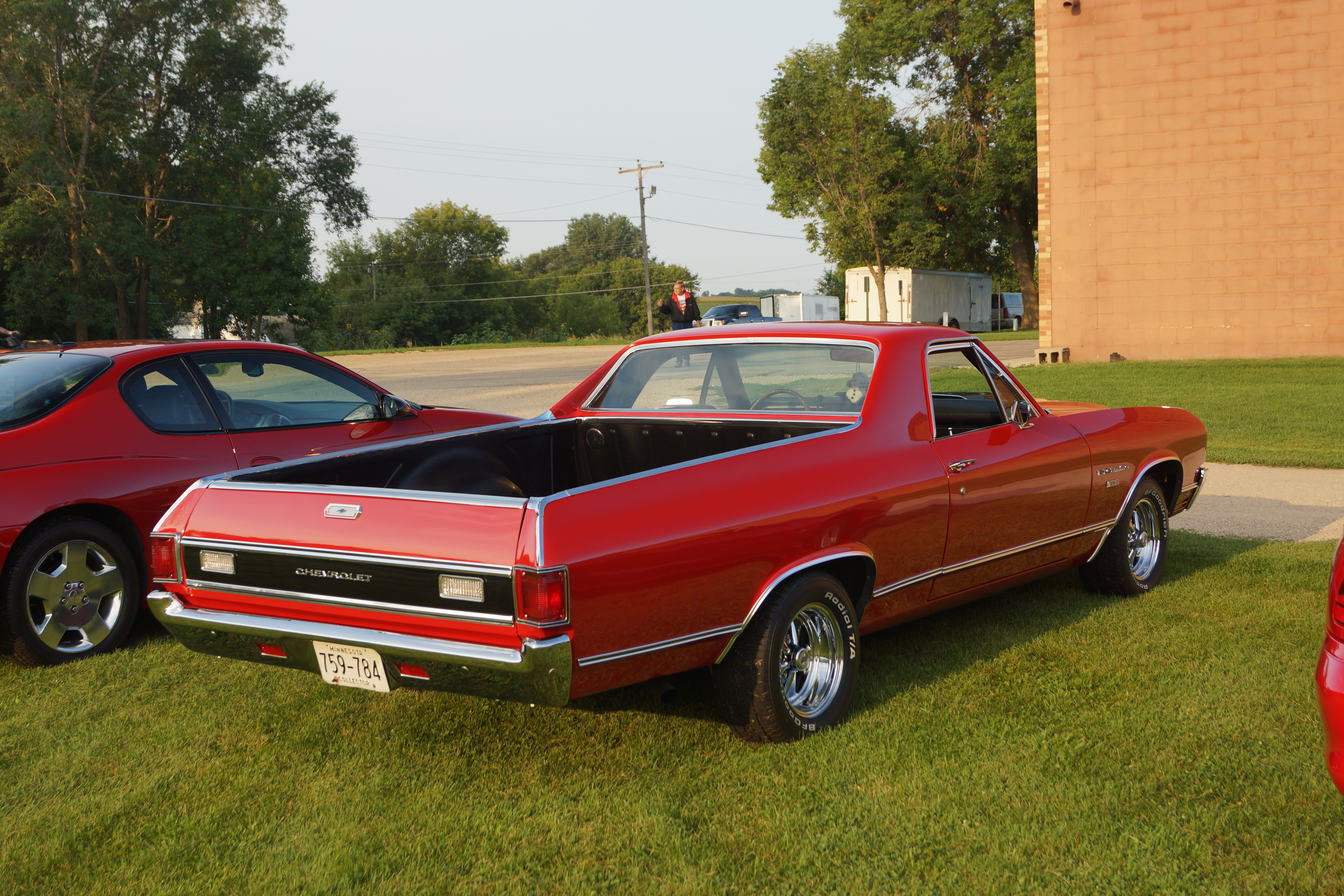
1970 El Camino (trasero)
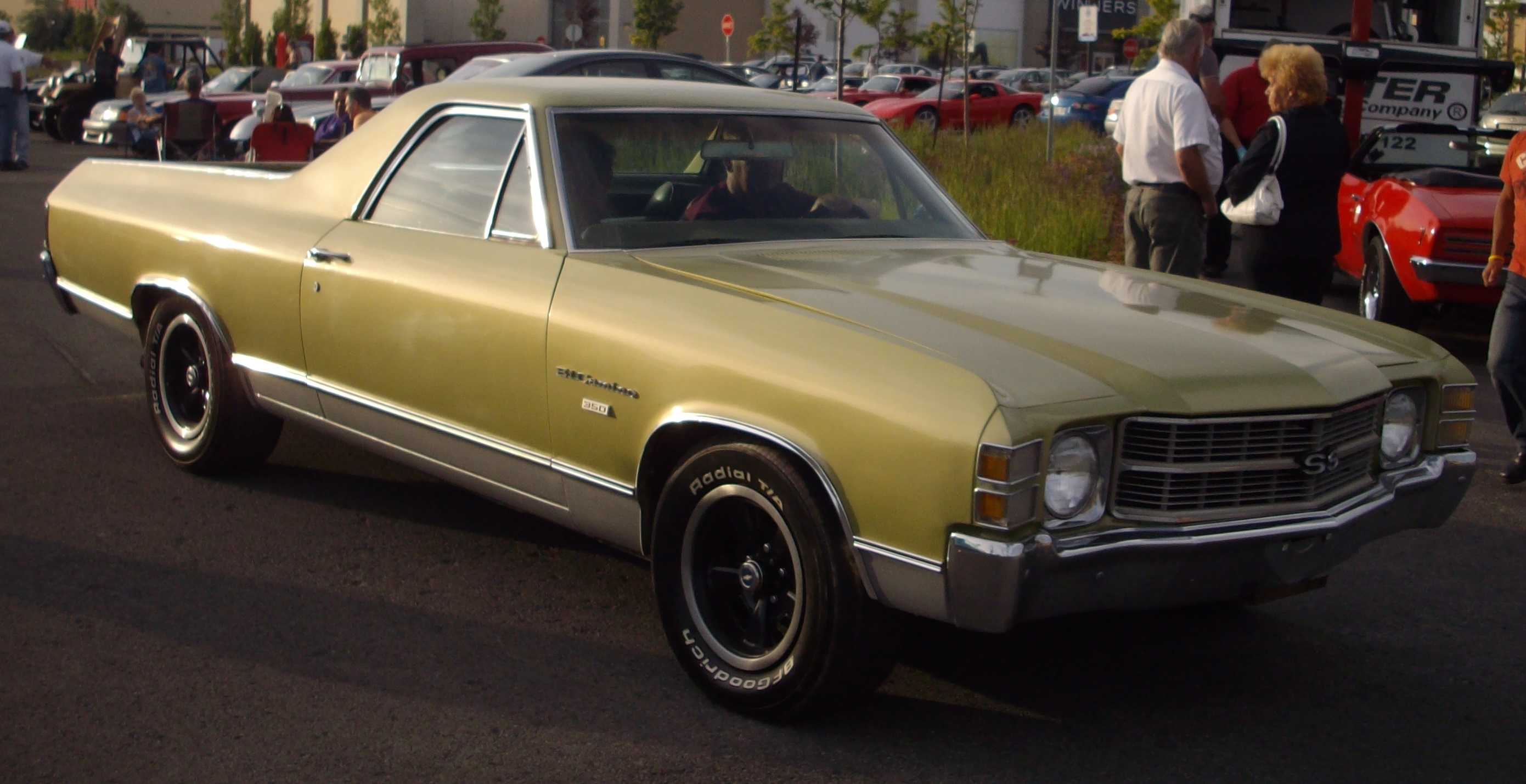
1971 El Camino
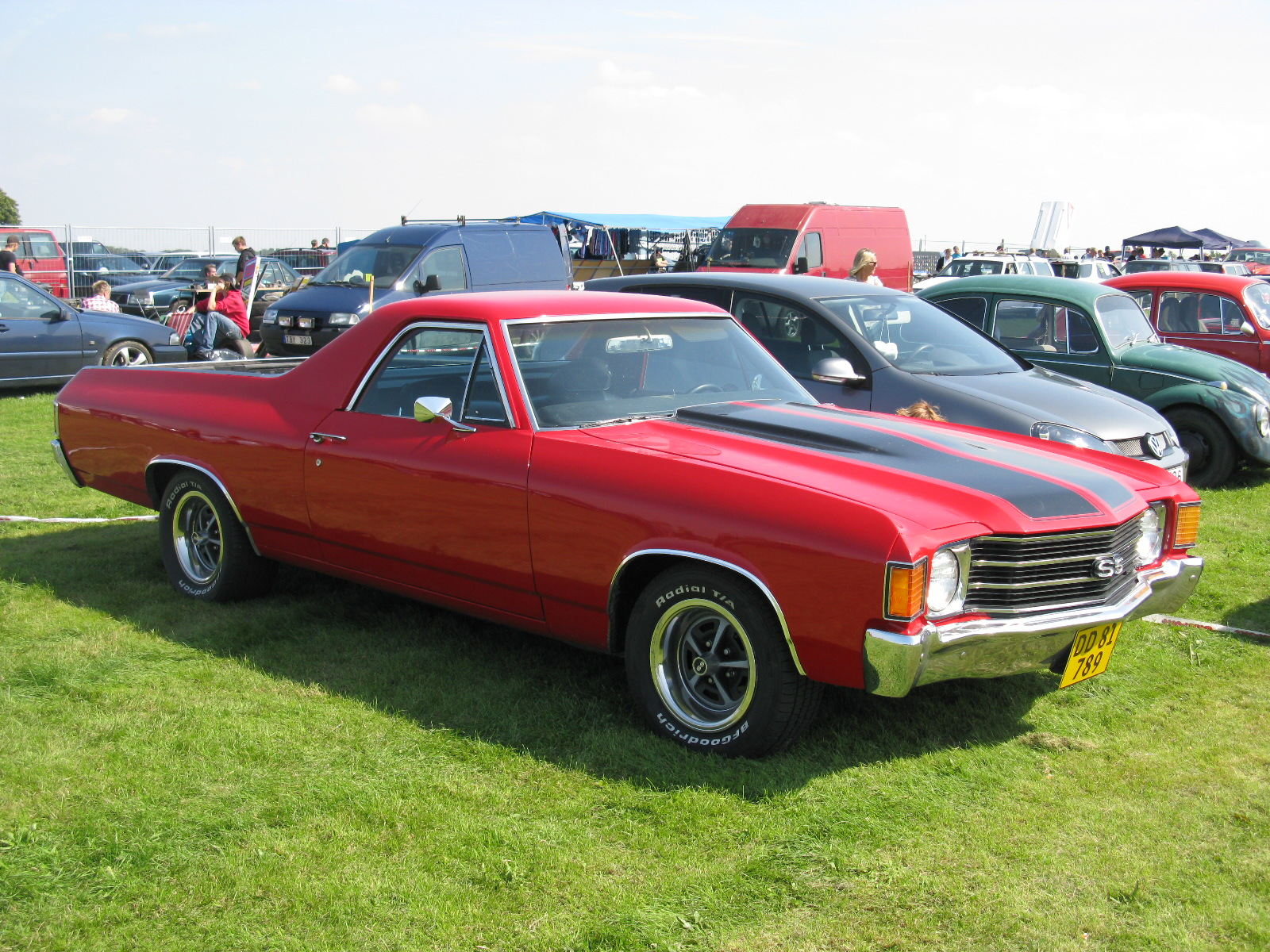
1972 El Camino

| Año del modelo | Producción total |
| -------------- | ---------------- |
| 1968           | 41.791           |
| 1969           | 48.385           |
| 1970           | 47.707           |
| 1971           | 41.606           |
| 1972           | 57.147           |

## Cuarta generación (1973-1977)
Para 1973 se rediseñó el El Camino. Haciendo juego con la línea Chevelle y utilizando el chasis tipo vagón, fue la generación más grande del El Camino. Los sistemas de parachoques delanteros hidráulicos que absorben energía en estos vehículos agregaron más peso. Hubo dos niveles de equipamiento diferentes del El Camino durante este período. El modelo base y la opción SS compartían detalles interiores y exteriores con el Chevelle Malibu, mientras que el El Camino Classic (presentado en 1974) compartía su acabado con el Chevelle Malibu Classic más exclusivo.
El diseño del chasis era tan nuevo como las carrocerías con 1 plg (25,4 mm) una vía de rueda más ancha, delantera y trasera. La rueda izquierda se ajustó para tener una inclinación ligeramente más positiva que la derecha, lo que resultó en una sensación de dirección más uniforme y estable en superficies de carreteras con curvatura alta, manteniendo al mismo tiempo una excelente estabilidad en la autopista. También se mejoraron los espacios libres para el recorrido de los resortes para una conducción más suave sobre todo tipo de superficies; Los resortes helicoidales de cada rueda se seleccionaron por computadora para que coincidieran con el peso de cada automóvil. Los frenos de disco delanteros ahora eran estándar en todos los El Caminos del 73. Las nuevas características adicionales fueron un techo acústico de doble panel, vidrio más ajustado, manijas exteriores de las puertas al ras, construcción de asientos moldeados de espuma completa, sistema de ventilación eléctrica de flujo continuo, apertura interior del capó, generador Delcotron refinado y batería de terminal lateral sellada., uno más grande 22 galones americanos (83 L; 18 impgal) tanque de combustible y paneles de balancines "limpios y secos" introducidos por primera vez en los Chevrolet de tamaño completo rediseñados de 1971. Las nuevas opciones incluían asientos individuales giratorios (con consola) y ruedas de uretano Turbine I (respaldadas por acero), al igual que el grupo de instrumentos. Una ventaja de los nuevos diseños de carrocería fue una visibilidad mucho mejor, a la que contribuyeron los pilares del parabrisas inusualmente delgados. Una mejora estructural fue un diseño más resistente para las vigas protectoras de las puertas laterales. El El Camino compartió el vidrio de la puerta sin marco "Colonnade" con otros Chevelle y continuaría esta característica también en la próxima generación.
El 307 V8 de 2 cilindros con 115 HP (86 kW) era el motor base. Las opciones incluían un V8 350 de 2 barriles con 145 HP (108 kW), un 350 V8 de 4 cilindros con 175 HP (130 kW), y un 454 V8 de 4 cilindros con 245 HP (183 kW) . Los asientos de válvulas de motor endurecidos y los árboles de levas hidráulicos hicieron que estos motores fueran confiables durante muchas millas y les permitieron aceptar la cada vez más popular gasolina regular sin plomo. La transmisión manual de tres velocidades era estándar; Las transmisiones manuales de 4 velocidades y la automática Turbo Hydra-Matic de 3 velocidades eran opcionales. Los radiadores de flujo cruzado y los depósitos de refrigerante evitaron el sobrecalentamiento.

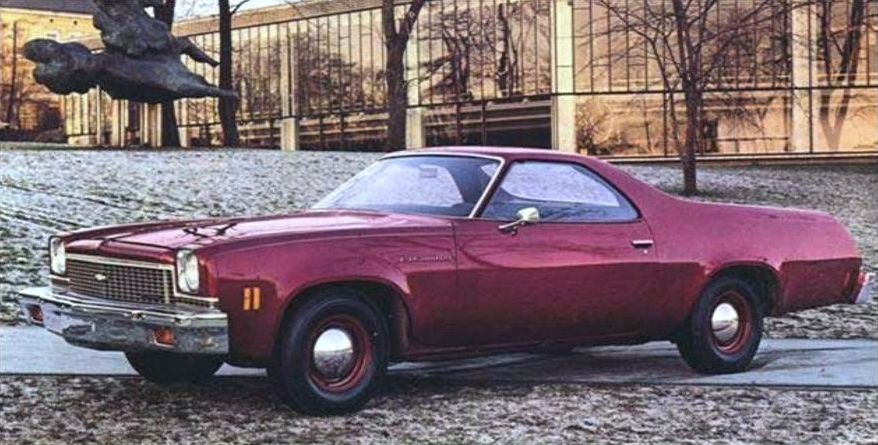
1973 El Camino

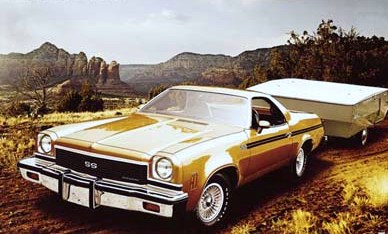
1973 El Camino SS

El SS, entonces una opción de acabado, incluía una parrilla negra con el emblema SS, franjas laterales, molduras brillantes en el techo, espejos deportivos dobles del mismo color, barras estabilizadoras delanteras y traseras especiales, ruedas de rally, neumáticos serie 70 con letras blancas elevadas, Instrumentación especial y emblemas interiores SS. La opción SS estaba disponible con un V8 350 o 454 con transmisiones de 4 velocidades o Turbo Hydra-Matic. Además, no era muy conocido, pero se podía instalar una parte delantera Laguna S-3 en estos autos, y estaba disponible a través del sistema de Opción de Producción de Oficina Central (COPO) como código 6H1. Sin embargo, no fue muy solicitado por muchos, probablemente debido a la información limitada tanto por parte de los clientes como de muchos distribuidores en ese momento.
The Estate (1973–1976), un paquete opcional, se ofreció por primera vez en el El Camino Standard y el El Camino Custom, luego solo en el El Camino Custom.
El El Camino de 1974 lucía una parrilla alargada tipo Mercedes. En el interior, el nuevo El Camino Classic de primera línea presentaba interiores lujosos con asientos tipo banco con muesca trasera (o asientos individuales Strato opcionales) tapizados en tela o vinilo, paneles de puertas alfombrados y molduras del panel de instrumentos de madera veteada. El 350 V8 se convirtió en el motor base y un motor 400 V8 fue nuevo este año. El 454, el motor superior, estaba disponible con la transmisión automática Turbo Hydra-Matic 400 o manual de 4 velocidades.
Los modelos de 1975 presentaban una nueva parrilla que proporcionaba una apariencia renovada. Las mejoras en la suspensión ofrecieron una marcha más silenciosa y los neumáticos de capas radiales se convirtieron en estándar. Entre las nuevas características de conveniencia de este año se encuentran los espejos remotos duales, los nuevos espejos deportivos gemelos, los limpiaparabrisas intermitentes y el control de crucero. El encendido de alta energía (HEI) de 1975 proporcionó chispa a las bujías con un mantenimiento mínimo y mayor potencia. La tapa del distribuidor más grande también proporcionó un mejor rendimiento a altas RPM al disminuir la probabilidad de que la chispa condujera al terminal incorrecto. El seis de 105 HP (78 kW) en línea de 250 pulgadas cúbicas se ofreció como motor base. El V8 de 454 pulgadas cúbicas, rebajado una vez más a 215 HP (218 CV), llegó a 1975 como una opción del El Camino, pero esta sería su última opción. No estaba disponible en California y ya no se ofrecía la palanca de cuatro velocidades opcional. Los compradores ahora podían elegir un paquete de instrumentos Econominder que incluía un vacuómetro para indicar cuándo se estaba logrando una economía de combustible óptima.

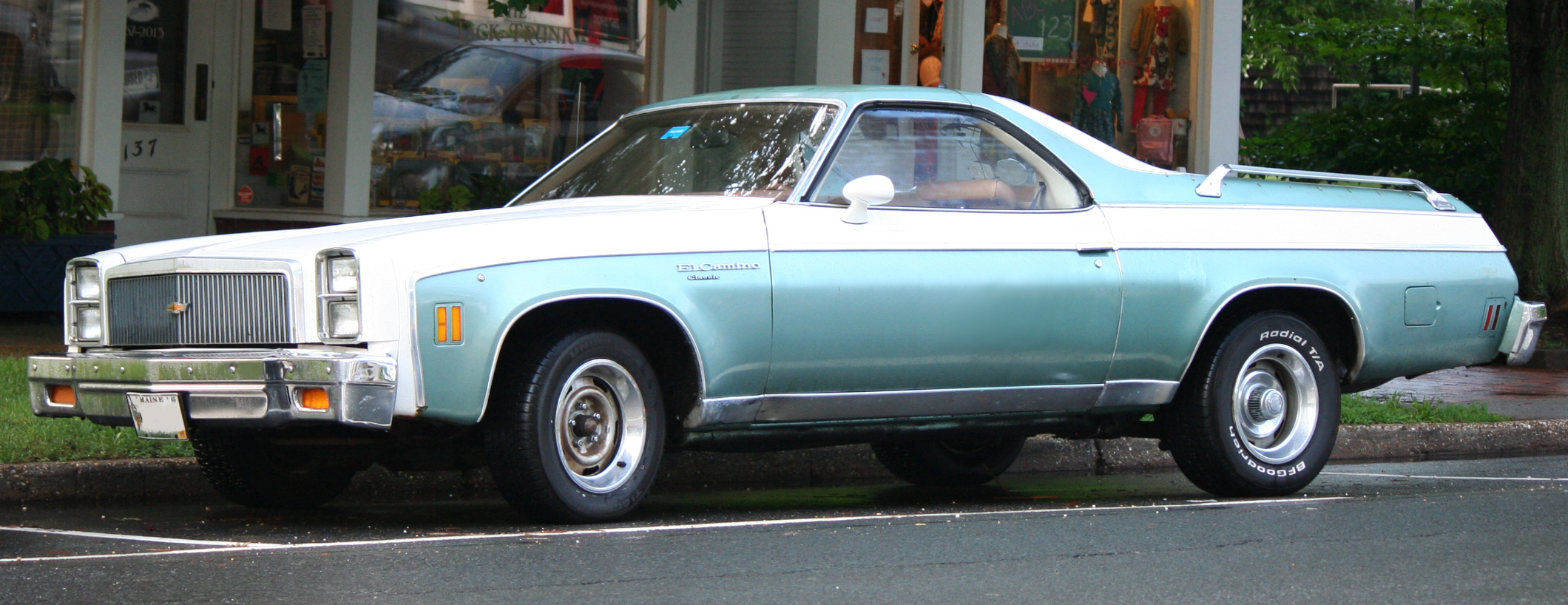
1977 El Camino Clásico

Para 1976, los modelos El Camino Classic ahora presentaban los nuevos faros rectangulares que lucían otros autos GM de alta gama. Se trataba de unidades cuádruples dispuestas apiladas. El modelo base conservó los faros dobles redondos utilizados anteriormente. Los motores incluían el motor base 250 I6, un nuevo 140 HP (142 CV) V8 de 305 pulgadas cúbicas, 350 de dos y cuatro cilindros (con disponibilidad aún dependiendo de la entrega en California) y el V8 de 400 pulgadas cúbicas, todavía válido por 175 HP (177,4 CV) . Todos los motores, excepto el 250 I6, venían con la transmisión automática Turbo Hydra-matic como única transmisión disponible. El 250 I6 venía con una transmisión manual de 3 velocidades o un Turbo Hydra-matic opcional.
Los modelos de 1977 sufrieron pocos cambios, excepto que el 400 V8 desapareció. El El Camino Classic volvió a ser el modelo superior y continuó la opción SS.
| Año del modelo | Producción total | El Camino SS |
| -------------- | ---------------- | ------------ |
| 1973           | 64.987           |              |
| 1974           | 51.223           | 4.543        |
| 1975           | 33.620           | 3.521        |
| 1976           | 44.890           | 5.163        |
| 1977           | 54.321           | 5.226        |

## Quinta generación (1978-1987)
En 1978 se presentó un nuevo modelo El Camino, que adoptaba el nuevo estilo Malibu, más afilado, y una distancia entre ejes una pulgada más larga, de 117,1 plg (2974 mm) . La chapa de la parte delantera y las puertas se compartían con el Malibu, y el parachoques trasero se compartía con la camioneta Malibu. Sin embargo, por primera vez, el El Camino tenía un chasis único: no lo compartía con ningún otro Chevrolet. La parte delantera presentaba un nuevo diseño de faro único rectangular. El motor base era un V6 de 200 pulgadas cúbicas (3,3 litros) que desarrollaba 95 HP (96,3 CV), excepto en California donde, para cumplir con los estándares de emisiones, el motor Buick de 231 pulgadas cúbicas era el motor base. Se podrían pedir dos mejoras: un V8 de 305 pulgadas cúbicas con 145 HP (147 CV), o un V8 de 350 pulgadas cúbicas con 170 HP (172 CV) que sólo estaba disponible en las camionetas El Caminos y Malibu. No estaba disponible en los turismos Malibu (con excepción de los vehículos policiales cupé y sedán Malibu 9C1).
Las versiones del El Camino comenzaron con el modelo base, luego el Conquista (que significa 'Conquista' en español), que consistía principalmente en un tratamiento de pintura especial y finalmente el Super Sport, que era el modelo deportivo disponible con motores V8 y seis cilindros. Posteriormente, Chevrolet ofreció un modelo Black Knight en 1978, que finalizó la producción después de que solo se produjeron 1200 ejemplares debido a problemas legales con los titulares de los derechos sobre el uso del nombre. Este modelo presentaba un gran emblema en el capó de dos dragones y un caballero, y sería reelaborado y relanzado en 1979 como la opción Royal Knight para los modelos Super Sport.
Tras su debut como modelo rediseñado de "nuevo tamaño" en 1978, el modelo de 1979 recibió cambios mínimos, que equivalieron a poco más que una nueva parrilla dividida. Sin embargo, un V8 de "bloque pequeño" de 267 pulgadas cúbicas (4.4 litros) se unió a la lista de opciones y se ubicó entre el V6 estándar de 3.3 litros y el V8 opcional de 5.0 litros y cuatro cilindros. El V8 de 350 pulgadas cúbicas (5,7 litros), que desarrolla 170 HP (172 CV) volvió a estar disponible. Tanto las transmisiones manuales de tres como las de cuatro velocidades tenían palancas de cambio en el piso. Debutó la opción Royal Knight para el Super Sport.

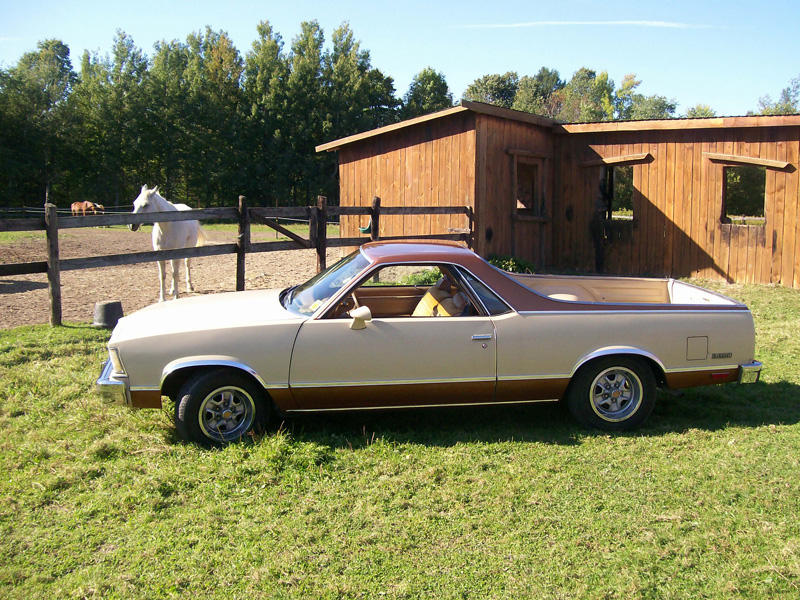
1979 El Camino

El El Camino de 1980 comenzó la década de 1980 con pocos cambios, aunque las opciones de motor se cambiaron un poco. El V6 básico desplazó 229 pulgadas cúbicas, frente a las 200 del año anterior. Los caballos de fuerza aumentaron. Opcional nuevamente era un V8 de 267 pulgadas cúbicas con 125 HP (126,7 CV) y un 305 V8, ahora con 155 HP (157,1 CV) (cinco menos). El 350 con 170 HP (172 CV) ofrecido en 1979 se eliminó. Una transmisión manual de tres velocidades con cambios de piso era estándar, pero la mayoría tenía la automática opcional de tres velocidades.
Los modelos de 1981 recibieron una nueva parrilla de tubo horizontal. Los motores de 1981 continuaron en su mayoría desde 1980, pero ahora usaban el sistema de emisiones Computer Command Control (CCC) de GM. El V6 básico de 229 pulgadas cúbicas generaba 110 HP (111,5 CV) (en comparación con 115 HP (116,6 CV) ), al igual que el Buick V6 de 231 pulgadas cúbicas exclusivo de California. Los motores opcionales eran el V8 de 267 pulgadas cúbicas con 115 HP (116,6 CV) y el V8 de 305 pulgadas cúbicas, ahora con 150 HP (152 CV) . La automática de tres velocidades agregó un convertidor de par con bloqueo para ayudar al kilometraje en carretera.

### 1982-1987

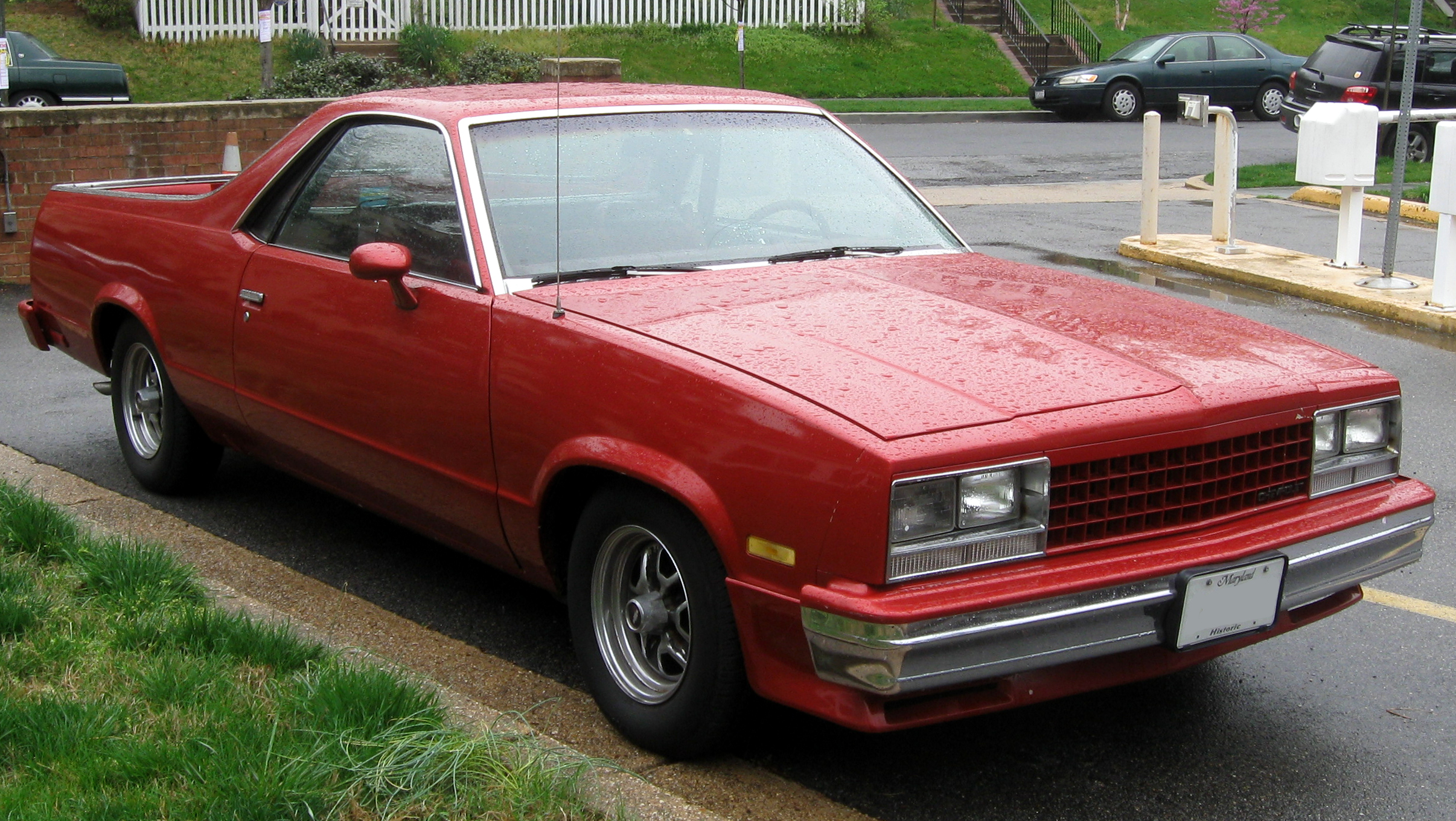
1982–1987 El Camino

El El Camino de 1982 (hasta el final de 1987) lucía una nueva apariencia frontal con una parrilla cruzada flanqueada por faros cuádruples rectangulares. Lo nuevo debajo del capó para 1982 era un 105 HP (106,5 CV) V8 diésel de 5,7 litros (350 pulgadas cúbicas), que también se ofrecía en los coches de tamaño completo de Chevrolet. Aunque el kilometraje con el diésel era encomiable, era una opción costosa y al final acumularía un pésimo historial de reparaciones. Las opciones de motores de gasolina se mantuvieron sin cambios, excepto que el V6 de 229 pulgadas cúbicas (3.8 litros) de Chevrolet ahora era estándar en los autos con destino a California, reemplazando al V6 de 231 pulgadas cúbicas de Buick.
En 1983, el V8 de 4.4 litros desapareció, dejando la versión de 5.0 litros como el único V8 de gasolina opcional. El motor estándar era nuevamente el V6 de 3.8 litros de Chevrolet con 110 HP (111,5 CV), aunque los coches de California, una vez más, recibieron un Buick V6 con especificaciones similares. Continuó en la lista de opciones el V8 Diesel de 5.7 litros con 105 HP (106,5 CV) . El sedán y la camioneta hermanos Malibu fueron descontinuados después del año modelo 1983. El paquete Royal Knight también se suspendió en 1983.
El El Camino de 1983–87 también se ofreció como una conversión cosmética a través de distribuidores selectos (completado por Choo-Choo Customs Inc., de Chattanooga, Tennessee). Las modificaciones incluyeron una parte delantera aerodinámica similar al Monte Carlo SS, faldones de escape laterales y llantas de aluminio. La conversión también incluyó la adición de calcomanías SS en el exterior de la carrocería. Sin embargo, la mayoría de los El Camino enviados para personalización no eran Super Sports reales. Esa distinción solo se obtuvo al solicitar el paquete opcional 'SS Sport Decor' de fábrica que lleva un código RPO de Z15.
Para 1985, GM trasladó la producción del El Camino a México y el nuevo 4.3 con inyección de combustible El L V6 se convirtió en el motor base hasta 1987. La producción del El Camino terminó silenciosamente a finales de 1987. Algunos modelos del año 1987 (420 El Caminos y 325 GMC Caballeros) figuran como entregas minoristas de automóviles nuevos en el año calendario 1988 según su fecha de primera venta minorista. Las especulaciones en foros en línea  indican que 3GCCW80H2HS915586 "puede" ser el vehículo final. El GM Media Archive/Heritage Center confirmó que nunca se produjeron El Caminos o Caballeros de 1988.
| Año del modelo                | Producción total | El Camino SS |
| ----------------------------- | ---------------- | ------------ |
| 1978                          | 54.286           | 12.027       |
| 1979                          | 58.008           | 11.371       |
| 1980                          | 40.932           | 5.444        |
| 1981                          | 36.711           | 3.769        |
| mil novecientos ochenta y dos | 22,732           | 3,207        |
| 1983                          | 24.010           | 2,914        |
| 1984                          | 22,997           | 1.309        |
| 1985                          | 21.816           | 1,198        |
| 1986                          | 21.508           | 996          |
| 1987                          | 13.743           | 861          |

## Vehículos conceptuales
En 1974, la división hermana de Chevrolet, Pontiac, supuestamente tomó una carrocería de El Camino, injertada en la parte delantera de uretano de su serie Grand Am, agregó el panel de instrumentos del GA, asientos tipo cubo Strato reclinables con soporte lumbar ajustable junto con el Rally II de Pontiac. ruedas. Este fue un ejercicio de estilo para una posible versión Pontiac del El Camino; el concepto nunca llegó a producción.
En 1992, GM presentó un concepto El Camino, básicamente una variante pickup del Chevrolet Lumina Z34 . El concepto recibió críticas mixtas, en su mayoría negativas, principalmente debido a su diseño de tracción delantera.

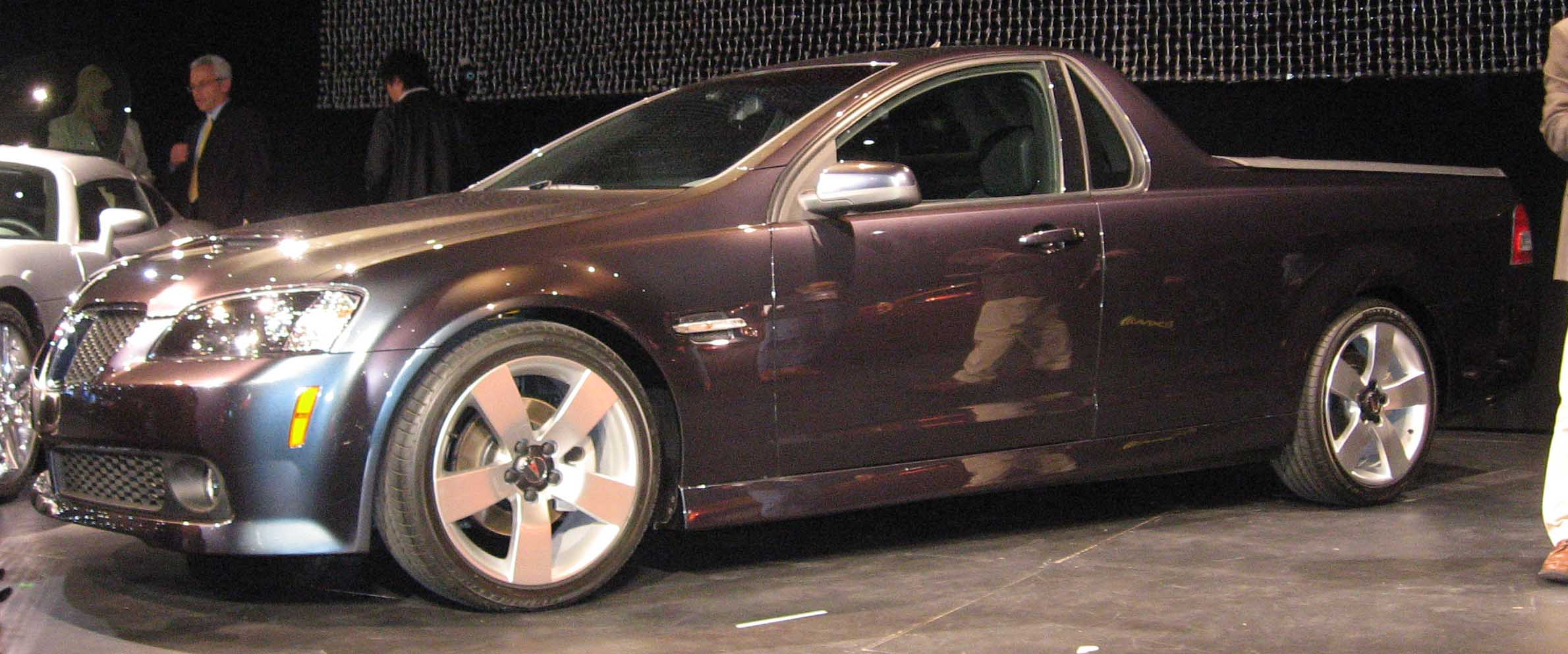
Concepto Pontiac G8 ST 2010 en el Salón del Automóvil de Nueva York 2008.

Durante el año modelo 1995, GM tuvo un concepto El Camino basado en la camioneta Caprice de tamaño completo usando la parrilla de un Impala SS 1994–96; este concepto estaba destinado a la producción, pero fue archivado cuando GM decidió descontinuar la línea de automóviles con plataforma B a fines de 1996.
El Pontiac G8 ST se mostró en el Salón Internacional del Automóvil de Nueva York en marzo de 2008. Basado en el Holden Commodore Ute, compartía la plataforma G8 con un 73 plg (1854,2 mm) plataforma de carga. La Sport Truck tenía el mismo 361 HP (366 CV), V8 de 6.0 litros utilizado en el G8 GT, así como el 3.6 litros, 300 HP (304,2 CV) V6 de inyección directa. El lanzamiento del G8 ST estaba previsto como modelo 2010, pero en enero de 2009, GM anunció a los concesionarios que el G8 ST había sido cancelado debido a recortes presupuestarios y reestructuraciones, además de la descontinuación de la marca Pontiac. En 2011, GM consideró nuevamente traer de vuelta el El Camino bajo la marca Chevrolet ya en 2015.

## En la cultura popular
En 2019 Netflix lanzó El Camino: A Breaking Bad Movie, nombrada así por el Chevrolet El Camino "Black Knight" que el protagonista, Jesse Pinkman, roba al inicio de la película para luego cambiarlo por el de uno de sus amigos para así despistar a la policía de Nuevo México.
También fue una parte importante de la série "My name is Earl"  del 2006. El auto ayuda al personaje central a completar una lista que contiene las personas a las que afectó"